# TVS Motor Company
TVS Motor Company, nota semplicemente come TVS, è una società indiana fondata nel 1978 con sede a Chennai in India e attiva nel settore della produzione di componenti automobilistiche nonché di veicoli leggeri quali motociclette, scooter e veicoli a tre ruote.

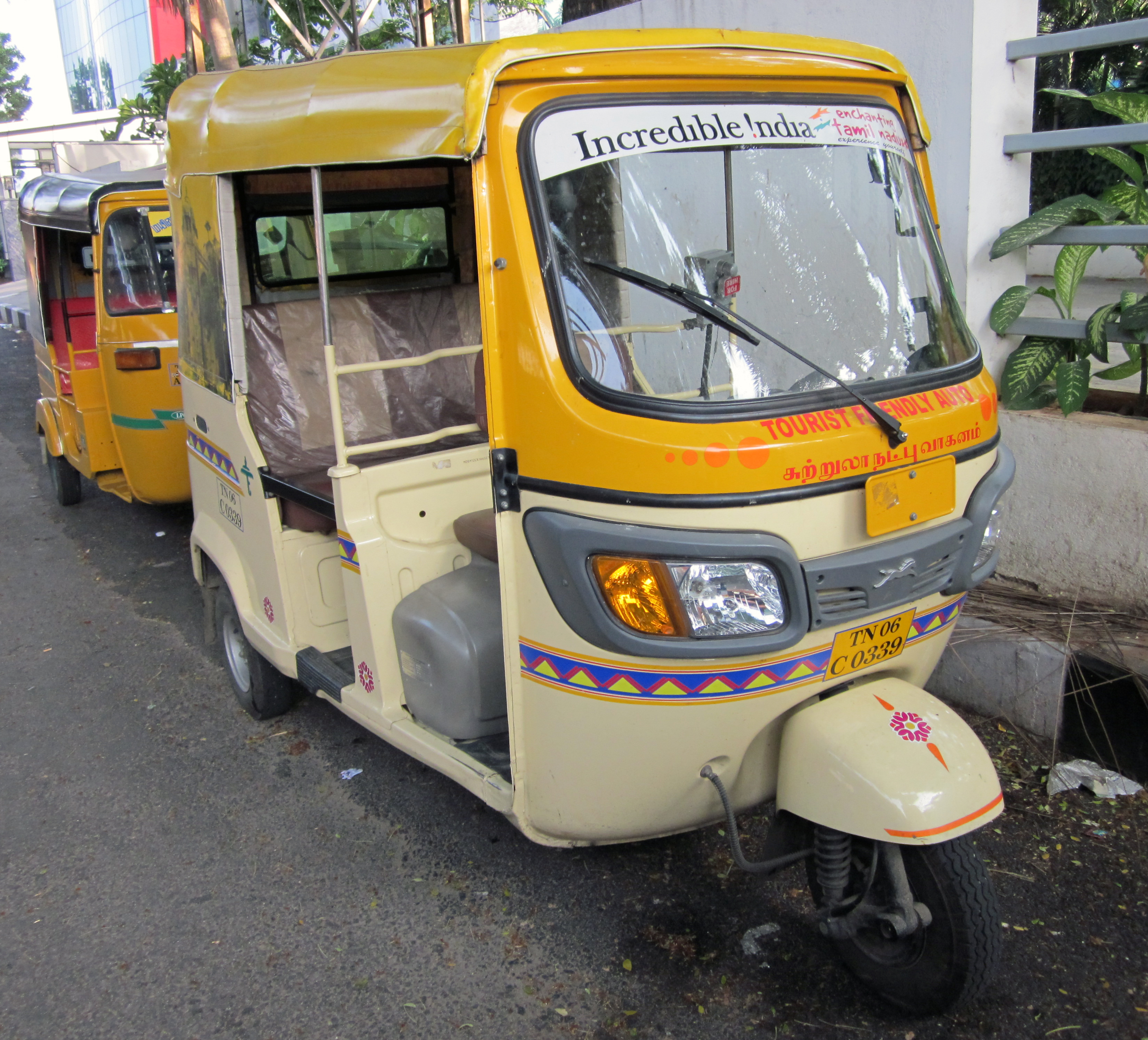
TVS Tuk-tuk

L'azienda, che è quotata sia alla borsa di Bombay che al National Stock Exchange of India, è la terza più grande azienda motociclistica in India con un fatturato di circa 2,7 miliardi di dollari statunitensi registrato nel 2018-19. La TVS Motor Company è anche il secondo esportatore di veicoli a due ruote in India, con esportazioni in 60 paesi e fa parte del conglomerato TVS Group.

## Modelli
- TVS NTORQ
- TVS Scooty
- TVS Jupiter
- TVS Wego
- TVS Apache
- TVS Radeon
- TVS Star City Plus
- TVS XL100
- TVS iQube
- TVS Raider 125
- TVS Apache RR 310